# جیسون بورنت
جیسون بورنت  (به انگلیسی: Jason Burnett) ژیمناست زادهٔ ۱۶ دسامبر ۱۹۸۶ میلادی اهل کشور کانادا است.